# Karen Hesse
Karen Hesse (Baltimora, 29 agosto 1952) è una scrittrice statunitense.

## Biografia
Nata nel 1952 a Baltimora, vive e lavora nel Vermont.
Dopo gli studi alla Towson State University, si è laureata nel 1975 all'Università del Maryland, College Park.
Prima d'intraprendere la carriera di scrittrice per ragazzi ha lavorato come insegnante, bibliotecaria, tipografa e correttrice di bozze.
Nel 1991 ha pubblicato la sua prima opera, Wish On a Unicorn alla quale hanno fatto seguito numerosi romanzi e libri illustrati premiati con diversi riconoscimenti tra cui la Medaglia Newbery nel 1998 e il Premio Phoenix nel 2012.

## Vita privata
Sposatasi nel 1971 con Randy Hesse, la coppia ha avuto due figlie: Kate, nata nel 1980, e Rachel, nata nel 1983.

## Opere principali

### Romanzi
- Wish On a Unicorn (1991)
- Rifka va in America (Letters from Rifka, 1992), Milano, Mondadori, 1994 traduzione di Chiara Belliti ISBN 88-04-37728-3.
- Phoenix Rising (1994)
- A Time of Angels (1995)
- La musica dei delfini (The Music of Dolphins, 1996), Milano, Fabbri, 2000 traduzione di Laura Pignatti ISBN 88-451-2252-2.
- Oltre la polvere (Out of the Dust, 1997), Milano, Salani, 1999 traduzione di Roberto Piumini ISBN 88-7782-779-3.
- Just Juice (1998)
- Clandestino (The Stowaway, 2000), Milano, Fabbri, 2001 traduzione di Maria Concetta Scotto Di Santillo ISBN 88-451-2704-4.
- Young Nick's Head (2001)
- Witness (2001)
- Aleutian Sparrow (2003)
- Brooklyn Bridge (2008)
- Safekeeping (2012)

### Album illustrati
- Poppy's Chair (1993)
- Lester's Dog (1993)
- Come On, Rain (1999)
- The Cats in Krasinski Square (2004)
- Spuds (2008)
- My Thumb (2016)
- Night Job (2018)
- Nights with Dad (2018)

## Premi e riconoscimenti
- Medaglia Newbery: 1998 vincitrice con Oltre la polvere
- Scott O'Dell Award for Historical Fiction: 1998 vincitrice con Oltre la polvere
- Christopher Award: 1993 vincitrice con Rifka va in America, 2002 con Witness
- Premio Phoenix: 2012 vincitrice con Rifka va in America